# Djalmir
Djalmir Vieira Andrade dit Djalmir est un footballeur brésilien né le 22 mars 1976 à Aracaju. Il évolue au poste d'attaquant.

## Biographie
À l'issue de la saison 2011/2012, il a joué 70 matchs et inscrit 20 buts en Liga Sagres (1re division portugaise).

## Carrière
Mis à jour à l'issue de la saison 2009-2010
| Saison    | Club          | Montant | Division | Matches | Buts |
| --------- | ------------- | ------- | -------- | ------- | ---- |
| 1998      | CS Sergipe    |         |          |         |      |
| 1999      | CS Sergipe    |         | III      |         |      |
| 2000      | Cascavel CR   |         |          |         |      |
| 2000-2001 | FC Famalicão  |         | II B     | 27      | 15   |
| 2001-2002 | FC Famalicão  |         | II B     | 20      | 17   |
| 2001-2002 | CF Belenenses |         | I        | 11      | 1    |
| 2002-2003 | CF Belenenses |         | I        | 13      | 3    |
| 2003-2004 | SC Salgueiros |         | II       | 29      | 6    |
| 2004-2005 | CD Feirense   |         | II       | 28      | 7    |
| 2005-2006 | CD Feirense   |         | II       | 28      | 12   |
| 2006-2007 | SC Olhanense  |         | II       | 27      | 13   |
| 2007-2008 | SC Olhanense  |         | II       | 22      | 5    |
| 2008-2009 | SC Olhanense  |         | II       | 27      | 20   |
| 2009-2010 | SC Olhanense  |         | I        | 17      | 12   |
| 2010-2011 | SC Olhanense  |         | I        | 21      | 4    |
| 2011-2012 | SC Olhanense  |         | I        | 8       | 0    |

## Palmarès
- Champion du Portugal de D2 en 2009 avec le SC Olhanense
- Meilleur buteur de la Liga de Honra (D2) en 2009 avec 20 buts